# Ray Veall
Raymond Joseph „Ray“ Veall (* 16. März 1943 in Skegness) ist ein ehemaliger englischer Fußballspieler. Auf der Linksaußenposition erlangte er im englischen Profisport nur kurze Bekanntheit, als er mit dem FC Everton in der Saison 1962/63 den englischen Meistertitel gewann und dabei Ende 1962 für kurze Zeit den verletzungsbedingten Ausfall von Johnny Morrissey kompensierte.

## Sportlicher Werdegang
Veall begann seine Profilaufbahn in der vierten englischen Liga bei den Doncaster Rovers. Dort absolvierte er zu Beginn der 1960er-Jahre 19 Ligapartien, in denen ihm sechs Tore gelangen. Obwohl von eher schmächtiger Natur, erarbeitete er sich als linker Flügelspieler schnell einen guten Ruf, der bis hinauf in die höchste Spielklasse gehört wurde. Im September 1961 wechselte er schließlich zum FC Everton, nachdem Evertons Scout Harry Cooke ihn nachdrücklich seinem Trainer und Namensvetter Harry Catterick empfohlen hatte.
Der erhoffte sportliche Durchbruch blieb Veall bei den „Toffees“ jedoch mehr oder weniger verwehrt. In der Zeit bis Mitte 1965 war er zumeist Bestandteil der Reservemannschaft, zumal sich der Verein im September 1962 mit Johnny Morrissey noch weiter prominent auf seiner Position verstärkte. Eine Verletzung von Morrissey war dann dafür mitverantwortlich, dass Veall nach zwei Einsätzen zu Saisonbeginn zum Ende des Jahres 1962 zu neun Startelfberufungen in Serie kam. Die Leistungen waren gelegentlich auch zufriedenstellend und besonders seine Darbietung beim 3:1-Sieg gegen das damalige Spitzenteam FC Burnley machte Eindruck, als er im direkten Duell mit Alex Elder überzeugte. Auch nach einem 4:3 gegen Nottingham Forest (nach frühem 0:2-Rückstand), in dem er sein erstes und einziges Tor für Everton schoss, wurde er sehr gelobt. Insgesamt hatte er jedoch Mühe auf dem Erstliganiveau mitzuhalten und Morrisseys Rückkehr in die Mannschaft sorgte dafür, dass Veall seinen Platz im Team verlor und in seiner Entwicklung in den folgenden zwei Jahren stagnierte. Everton gewann in der Saison 1962/63 letztlich den Ligatitel und Vealls Beitrag zum Erfolg galt lange als zu gering, da ihm drei Einsätze zur Mindestanzahl fehlten. Erst 51 Jahre später erhielt er eine offizielle Medaille und Veall wurde Ende 2014 doch noch als „englischer Meister“ geehrt. Nach einem klärenden Gespräch mit Trainer Catterick ging Zeit von Veall, den seine Mannschaftskameraden scherzhaft „Pork chop“ (englisch für „Schweinekotelett“, angelehnt an seinen Nachnamen, phonetisch gleich mit „Veal“, was wiederum „Kalbsfleisch“ heißt) nannten, Mitte 1965 in Everton zu Ende. 
Als sich im Mai 1965 der Zweitligist Preston North End meldete, wurde man sich schnell handelseinig, wobei Veall mit dem dort spielenden Howard Kendall sehr gut befreundet war. Die gewünschte Neubelebung seiner Karriere war ihm aber auch in Preston nicht vergönnt und nach gerade einmal zehn Ligaspielen zog er bereits im Dezember desselben Jahres weiter zu Huddersfield Town. Die zwölf Partien für die „Terriers“ dort waren seine letzten im englischen Profifußball. Es folgte eine Reise, die ihn mit Frau und jungem Sohn auf drei verschiedene Kontinente verschlug. Erstes Ziel war 1968 Kalifornien. Dort spielte er für die Los Angeles Wolves, bevor das gerade erst entstandene US-Ligasystem wieder in sich zusammenbrach. Nach einigen Monaten zurück in England flüchtete er vor dem kalten Winter in Richtung der südafrikanischen Stadt Durban. Dort verbrachte er vier Jahre, woraufhin er dem Ruf eines Freundes aus dem neuseeländischen Gisborne folgte. In Gisborne ließ sich Veall dann auch dauerhaft nieder.

## Titel/Auszeichnungen
- Englische Meisterschaft (1): 1963